# Quadro de medalhas dos Jogos Olímpicos de Inverno de 1980
Este é o quadro de medalhas dos Jogos Olímpicos de Inverno de 1980, realizados em Lake Placid, Estados Unidos. O ordenamento é feito pelo número de medalhas de ouro, estando as medalhas de prata e bronze como critérios de desempate em caso de países com o mesmo número de ouros. Se, após esse critério, os países continuarem empatados, posicionamento igual é dado e eles são listados alfabeticamente. Este é o sistema utilizado pelo Comitê Olímpico Internacional.
| Ordem | País                   | Medalha de ouro | Medalha de prata | Medalha de bronze |     |
| ----- | ---------------------- | --------------- | ---------------- | ----------------- | --- |
| 1     | URS União Soviética    | 10              | 6                | 6                 | 22  |
| 2     | GDR Alemanha Oriental  | 9               | 7                | 7                 | 23  |
| 3     | USA Estados Unidos     | 6               | 4                | 2                 | 12  |
| 4     | AUT Áustria            | 3               | 2                | 2                 | 7   |
| 5     | SWE Suécia             | 3               |                  | 1                 | 4   |
| 6     | LIE Liechtenstein      | 2               | 2                |                   | 4   |
| 7     | FIN Finlândia          | 1               | 5                | 3                 | 9   |
| 8     | NOR Noruega            | 1               | 3                | 6                 | 10  |
| 9     | NED Países Baixos      | 1               | 2                | 1                 | 4   |
| 10    | SUI Suíça              | 1               | 1                | 3                 | 5   |
| 11    | GBR Grã-Bretanha       | 1               |                  |                   | 1   |
| 12    | FRG Alemanha Ocidental |                 | 2                | 3                 | 5   |
| 13    | ITA Itália             |                 | 2                |                   | 2   |
| 14    | CAN Canadá             |                 | 1                | 1                 | 2   |
| 15    | HUN Hungria            |                 | 1                |                   | 1   |
| 15    | JPN Japão              |                 | 1                |                   | 1   |
| 17    | BUL Bulgária           |                 |                  | 1                 | 1   |
| 17    | TCH Checoslováquia     |                 |                  | 1                 | 1   |
| 17    | FRA França             |                 |                  | 1                 | 1   |
| TOTAL | TOTAL                  | 38              | 39               | 38                | 115 |

## Referência
- Quadro de medalhas - Lake Placid 1980, página do Comitê Olímpico Internacional